# 624 헥토르

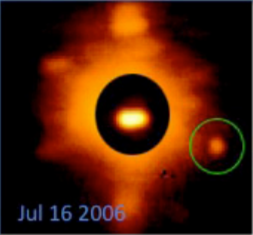

624 헥토르 (Hektor) / ˈhɛktər / 는 가장 큰 목성 트로이군이며 매우 길쭉한 모양을 가지고 있다. 624 헥토르는 1907년 2월 10일 독일 남서부의 하이델베르크 천문대에서 천문학자 아우구스트 코프 (August Kopff) 에 의해 발견되었으며 그리스 신화에 나오는 트로이 왕자 헥토르의 이름을 따서 명명되었다. 2006년에 발견된 12km 크기의 작은 위성 스카만드리오스 (Skamandrios)가 하나 있다. 헥토르는 D형 소행성으로, 색상은 어두운 붉은색이다. 목성의 선두 라그랑주 점 지점인 L4에 위치해 있다. 헥토르는 태양계 에서 가장 길쭉한 천체 중 하나로 가장 긴 면의 길이는 약 403km이고 다른 면의 길이는 평균 약 201km에 불과하며 총 부피는 약 250km 직경의 구와 동일하다. 216 클레오파트라 와 같이 220km와 183km 평균 지름의 두 개의 둥근 엽으로 구성된 접촉 이진 (중력으로 연결된 두 개의 소행성) 일 수 있다고 추측된다.

## 위성
2006년 624 헥토르를 공전하는 지름 10~15km의 위성인 스카만드리오스가 발견되었으며, 장반경은 623.5km, 공전 주기는 2.9651일(71.162시간)이었다.  2011년 11월 관측을 통해 확인되었고 2017년 3월 12일에 이 이름이 스카만드리오스라는 이름이 붙었다.